# Gianfranco Baldanello
Gianfranco Baldanello (Merano, 13 novembre 1928) è un regista italiano.

## Biografia
Figlio degli attori dialettali veneti Emilio Baldanello e Wanda Vianello (nota anche come Vanda Baldanello), Gianfranco Baldanello, che ha spesso usato lo pseudonimo Frank G. Carroll , comincia la propria carriera da aiuto regista a metà anni '50, con pellicole di basso rilievo nel genere storico-mitologico. Nel 1965 dirige il suo primo film, 30 Winchester per El Diablo, un western dalla trama abbastanza semplice del quale scrive anche la sceneggiatura (cosa che farà in molti suoi film). Nel 1966, esce il suo secondo film western dal titolo Uccidete Johnny Ringo. Dobbiamo aspettare il 1967 per vederlo girare ben 3 film: Non mi dire mai goodbye , una commedia, Il raggio infernale , un'avventura vissuta tra trame di spionaggio e apparecchiature futuristiche e infine I lunghi giorni dell'odio , un western abbastanza crudo.
Nel 1968 firma un altro film western dal titolo Black Jack .
Nel 1969 dirige il giallo Yellow - Le cugine , nel 1972 il western Una colt in mano al diavolo, interpretato da un abile William Berger e definito dalla critica di modesta efficacia spettacolare.
Nel 1973, e sempre con l'aiuto di William Berger, dirige il film Il figlio di Zorro  e quindi il cappa e spada erotico Da Scaramouche or se vuoi l'assoluzione baciar devi sto... cordone!. Nel 1974 dirige il film Il richiamo del lupo ,e sempre lo stesso anno, Dieci bianchi uccisi da un piccolo indiano . Il 1975 segna l'anno in cui Baldanello produce il suo primo film erotico, genere che seguirà con altri 3 film. Uscirà infatti con Quella provincia maliziosa , L'ingenua  e l'anno seguente ovvero nel 1976 con Che dottoressa ragazzi!.
Infine con l'avventura-spionaggio di A chi tocca, tocca...!  firma il suo ultimo film nel 1979.

## Filmografia

### Regista
- 30 Winchester per El Diablo (1965)
- Uccidete Johnny Ringo (1966)
- Non mi dire mai goodbye (1967)
- Il raggio infernale (1967)
- I lunghi giorni dell'odio (1968)
- Black Jack (1968)
- Yellow - Le cugine (1969)
- Una colt in mano al diavolo (1972)
- Il figlio di Zorro (1973)
- Da Scaramouche or se vuoi l'assoluzione baciar devi sto... cordone! (1973)
- Dieci bianchi uccisi da un piccolo indiano (1974)
- Il richiamo del lupo (1975)
- Quella provincia maliziosa (1975)
- L'ingenua (1975)
- Che dottoressa ragazzi! (1976)
- A chi tocca, tocca...! (1978)